# Зозуля-довгохвіст оливкова
Зозуля-довгохвіст оливкова (Cercococcyx olivinus) — вид зозулеподібних птахів родини зозулевих (Cuculidae). Мешкає в Західній і Центральній Африці.

## Поширення і екологія
Оливкові зозулі-довгохвости поширені в Сьєрра-Леоне, Гвінеї, Ліберії, Кот-д'Івуарі, Гані, Нігерії, Камеруні, Центральноафриканській Республіці, Республіці Конго, Демократичній Республіці Конго, Уганді, Габоні, Анголі і Замбії. Вони живуть у вологих рівнинних тропічних лісах.